# Dante Spinotti
Dante Spinotti (Muina, 22 agosto 1943) è un direttore della fotografia italiano, che lavora in campo nazionale ed internazionale.

## Biografia
Dante Spinotti nasce nella frazione di Muina, in provincia di Udine. Tra gli anni settanta e ottanta lavora per i registi Sergio Citti,  Salvatore Samperi, Lina Wertmüller e Gabriele Salvatores. Nel 1986 inizia la sua collaborazione con Hollywood, curando per Michael Mann la fotografia di Manhunter - Frammenti di un omicidio, in seguito lavora per film come L'ultimo dei Mohicani, Heat - La sfida, L.A. Confidential, Insider - Dietro la verità, Pinocchio, Red Dragon, X-Men - Conflitto finale e Nemico pubblico - Public Enemies. Recentemente ha curato la fotografia di Ant-Man and the Wasp di Peyton Reed. Spinotti nella sua carriera ha vinto un BAFTA per L'ultimo dei Mohicani ed è stato candidato a due premi Oscar per i suoi lavori in L.A. Confidential e in Insider - Dietro la verità.

## Filmografia
- Il minestrone, regia di Sergio Citti (1981)
- La disubbidienza, regia di Aldo Lado (1981)
- Sogno di una notte d'estate, regia di Gabriele Salvatores (1983)
- I paladini: storia d'armi e d'amori, regia di Giacomo Battiato (1983)
- Così parlò Bellavista, regia di Luciano De Crescenzo (1984)
- Sotto.. sotto.. strapazzato da anomala passione, regia di Lina Wertmüller (1984)
- Cenerentola '80, regia di Roberto Malenotti (1984)
- Fotografando Patrizia, regia di Salvatore Samperi (1985)
- Interno berlinese, regia di Liliana Cavani (1985)
- Manhunter - Frammenti di un omicidio (Manhunter) regia di Michael Mann (1986)
- Crimini del cuore (Crimes of the Heart) regia di Bruce Beresford (1986)
- La leggenda del santo bevitore, regia di Ermanno Olmi (1988)
- Spiagge (Beaches) regia di Garry Marshall (1988)
- Le isole della laguna veneziana (documentario Rai DSE, 1989)
- Cortesie per gli ospiti (The Comfort of Strangers) regia di Paul Schrader (1990)
- I corridoi del potere (True Colors) regia di Herbert Ross (1991)
- Hudson Hawk - Il mago del furto (Hudson Hawk) regia di Michael Lehmann (1991)
- Paura d'amare (Frankie and Johnny) regia di Garry Marshall (1991)
- L'ultimo dei Mohicani (The Last of the Mohicans) regia di Michael Mann (1992)
- La fine è nota, regia di Cristina Comencini (1993)
- Il segreto del bosco vecchio, regia di Ermanno Olmi (1993)
- Occhi nelle tenebre (Blink) regia di Michael Apted (1994)
- Nell, regia di Michael Apted (1994)
- Pronti a morire (The Quick and the Dead) regia di Sam Raimi (1995)
- L'uomo delle stelle, regia di Giuseppe Tornatore (1995)
- Heat - La sfida (Heat) regia di Michael Mann (1995)
- L'amore ha due facce (The Mirror Has Two Faces) regia di Barbra Streisand (1996)
- L.A. Confidential, regia di Curtis Hanson (1997)
- Un amore speciale (The Other Sister) regia di Garry Marshall (1999)
- Insider - Dietro la verità (The Insider) regia di Michael Mann (1999)
- Wonder Boys, regia di Curtis Hanson (2000)
- The Family Man, regia di Brett Ratner (2000)
- Bandits, regia di Barry Levinson (2001)
- Red Dragon, regia di Brett Ratner (2002)
- Pinocchio, regia di Roberto Benigni (2002)
- After the Sunset, regia di Brett Ratner (2004)
- X-Men - Conflitto finale (X-Men: The Last Stand) regia di Brett Raitner (2006)
- Slipstream - Nella mente oscura di H. (Slipstream) regia di Anthony Hopkins (2007)
- Sex List - Omicidio a tre (Deception) regia di Marcel Langenegger (2008)
- Flash of Genius, regia di Marc Abraham (2008)
- Nemico pubblico - Public Enemies (Public Enemies) regia di Michael Mann (2009)
- Le cronache di Narnia - Il viaggio del veliero (The Chronicles of Narnia: The Voyage of the Dawn Treader) regia di Michael Apted (2010)
- Tower Heist - Colpo ad alto livello, regia di Brett Ratner (2011)
- Vinodentro, regia di Ferdinando Vicentini Orgnani (2014)
- Hercules - Il guerriero (Hercules), regia di Brett Ratner (2014)
- I saw the light, regia di Marc Abraham (2015)
- Freak Show, regia di Trudie Styler (2017)
- Ant-Man and the Wasp, regia di Peyton Reed (2018)
- Traffik - In trappola, regia di Deon Taylor (2018)
- La legge dei più forti (Black and Blue), regia di Deon Taylor (2019)
- Where Are You, regia di Valentina De Amicis e Riccardo Spinotti (2019)
- Elyse, regia di Stella Hopkins (2020)
- Fatale - Doppio inganno (Fatale), regia di Deon Taylor (2020)
- Posso Entrare? An ode to Naples, regia di Trudie Styler (2023) - documentario
- The Alto Knights - I due volti del crimine (The Alto Knights), regia di Barry Levinson (2025)

## Riconoscimenti
- Premi Oscar
  - 1998 – Candidatura alla migliore fotografia per L.A. Confidential
  - 2000 – Candidatura alla migliore fotografia per Insider - Dietro la verità

- Premi BAFTA
  - 1993 – Candidatura alla migliore fotografia per L'ultimo dei Mohicani
  - 1998 – Candidatura alla migliore fotografia per L.A. Confidential

- Ciak d'oro
  - 1986 – Migliore fotografia per Interno berlinese[1]
  - 1989 – Migliore fotografia per La leggenda del santo bevitore[1]
  - 1994 – Migliore fotografia per Il segreto del bosco vecchio[2]

- Locarno Film Festival
  - 2021 – Pardo alla carriera

- Le Giornate della Luce
  - 2021 – Quarzo D’Oro alla carriera